# Мат Кардона
Матю Кардона (роден на 14 май 1985 г.) е американски кечист. Преди е бил в WWE под името Зак Райдър.

## ECW (2009 – 2010)
На 15 април Зак Райдър преминава в ECW от допълнителния жребий на WWE за 2009. През следващия месец на 5 май той прави своя дебют в ECW като разговаря с главния мениджър на ECW Тифани, като той е подстригал косата си, носи очила, лента и кожено яке. В първия си сингъл мач на 7 май в чоуто на Суперзвездите той губи от Финли. На 19 май прави дебюта си на ринга на ECW като печели срещу непознат опонент. Той печели кралската битка между 10 мъже и става претендент за титлата на ECW, но следващата седмица губи мача от шампиона Крисчън. На 3 ноември Зак започва любовна връзка с колежката си от ECW Роза Мендес, като тя започва да излиза с него на ринга. Той започва кратка вражда с Томи Дримър като кулминацията настъпва на 29 декември когато Зак Райдър печели мача им, който е последен за Томи Дримър. Той и Роза Мендес са преместенив Първична сила на 10 февруари, след като ECW е към своя край.

## Първична сила
На 25 февруари прави своя дебют в шоуто на Суперзвездите като побеждава Примо. На 1 май е дебюта му в Първична сила срещу Монтео Вонтейвиас Портър (МВП) в квалификационен мач за място в мача Пари в банката на Кеч мания 26, като губи мача. Той Участва на Кеч мания 26 в краслка битка между 26 мъже, като е елиминиран от победителя Йоши Татсу. След допълнителния жребий за 2010 Роза Мендес е преместена в Разбиване и Райдър започва да търси ново гадже. В един негов той се опитва да впечатли Алиша Фокс и Гейл Ким, които стоят около ринга. На 10 май в издание на Първична сила той е победен от Евън Борн като намесата на Алиша Фокс, която е спряна от Гейл Ким не помага на Зак да спечели. Следващата седмица Зак и Алиша губят в смесения отборен мач от Гейл и Евън. На 27 май в шоуто на Суперзвездите той успява да победи Евън Борн. През следващите 2 седмици Райдър е атакуван от Алиша Фокс. На 7 юни той и Миз печелят отборния мач срещу Ар Труф и Джон Морисън. Следващата седмица участва във фатална четворка за Титлата на Съединените щати, но губи мача. През август участва в мач за титлата на федерацията срещу Шеймъс като мача трае само 11 секунди, това е 2 най-кратък мач за титлата на федерацията.

## Райдър революция (2012 – 2020)
Като резултат от това да бъдат не се използва пълноценно по телевизията, Райдър стана недоволни от мястото си в WWE и той започна YouTube уеб серия, наречена Z! True Лонг Айлънд история през февруари 2011 г. за насърчаване на неговия характер. Уеб серия скоро спечелил Райдър специален фен следното: тениски, които се продават, въпреки и до юни, „искаме Райдър“ песнопения започната от публиката на Raw и наказание Capitol заплащане-на-гледна точка, без Райдър се появява в шоуто.
Популярността на уеб шоуто доведе до Райдър, като се издигне в йерархията, което прави повече изяви по телевизията. Между април и юни, Райдър се появява по време на Raw по-често, често в задкулисните сегменти с Джон Сина. На 6 юни Райдър първия си мач на суровини през 2011 г., губейки с Кофи Кингстън. На юни 16 епизод на Superstars в предната част на родния си град Лонг Айлънд статута му като Babyface борец бе потвърдено, когато е победен вече бившия си отбор тагове партньор Primo На 29 юли епизод на Smackdown, Райдър е назначен като асистент на Smackdown Обща Мениджър Теодор Лонг, като му позволява да правим телевизионни изяви както на суровините и SmackDown.
Към края на 2011 г., Райдър започва вражда с американския шампион Долф Ziggler в опит да спечели титлата. На 19 септември епизод на Raw, Райдър спечели без заглавие мач с помощта на гост-звезда Хю Джакман, който удари Ziggler средата на мача. След победата си над Ziggler Райдър получи мач за първенство на Съединените щати следното седмица и отново Vengeance PPV, но и двата пъти се провали поради намеса на Джак перчене". Райдър дълги evented Сурово за първи път на 7 ноември, където се обединява с Джон Сина в губеща усилия за противодействие на Миз и R истина. Райдър е след това се поставя в мач с Cena, където победител ще спечелят шампионата възможност Райдър бе победен, но Cena се предава WWE първенство по мач за Ryder да има втори шанс и след това да се намесва в Не Дисквалификация клечка, за да Райдър ритъм Световния шампион в тежка категория Марк Хенри. Това няма Райдър мач на TLC: маси, стълби и столове, където побеждава на Долф Ziggler, за да спечели Съединените щати на WWE първенство, на първата си титла на сингъл във всяка борба промоция. Скоро след това Райдър напуска поста си като помощник генерален мениджър на Smackdown, поради шампионата ангажиментите си.
Влизайки в 2012 г., Райдър започнаха да опитват да привлекат Ева като част от един романтичен сюжет. Като приятел на Cena, Райдър също стана мишена на Кейн, който е враждата с Cena по време и атакуваха на Ryder на няколко пъти. На януари 16 епизод на Raw, Райдър загубих си Обединените членки първенство Джак перчене поради един ребро нараняване той страда в ръцете на Кейн. наранявания Райдър, монтирани, след като той бе chokeslammed чрез на Raw етап и Tombstoned в Royal Rumble. На 13 февруари епизод на RAW, прикован към инвалидна количка Райдър видя Ева целувка Cena, след Cena спаси от отвличане от Кейн. След конфронтация с Cena, Kane колесни Райдър от сцената, го кара да кацне на бетонен под, да го наранят още повече. Райдър се върна на 5 март издание на RAW, пред Ева На неотдавнашните действия.

## Мениджъри
- - Роза Мендес
  - Alicia Fox
  - Ийв Торес

## World Wrestling Entertainment
- - WWE Tag Team Championship (1 път) с Кърт Хокинс
  - WWE Съединените щати първенство (1 път)
  - Slammy Награда за най-досадни Catchphrase (2010)
  - Slammy награда за "тренд Суперзвезда на годината (2011)
  - Slammy награда за Superstar преобразуване на годината (2011)

## Входни теми
- - „Това, което искам“ от Daughtry (DSW / OVW)
  - „В средата на него сега“ (WWE)
  - „Радио“ от Watt Уайт (май 2009 – )

## Прякори
- - „Лонг Айлънд гръмогласен човек“
  - Long Island Iced-Z

## Титли
- Интерконтинентален шампион на WWE (1 път)
- Шампион на Съединените щати на WWE (1 път)
- Отборен шампион (1 път) с Кърт Хокинс

## Хватки
- Lifting inverted DDT – 2008
- Rough Ryder (Роуг Райдър) 2010–
- Zack Attack (Зак Атак) 2009 – 2010
- Broski Boot (Ботушът на Броски)
- Double underhook powerbomb
- Dropkick
- Facebuster
- Flapjack
- Flying forearm smash
- Hangman's neckbreaker
- Leg drop
- Plancha
- Swinging neckbreaker
- Corner elbow smash

|  | Тази страница частично или изцяло представлява превод на страницата Zack Ryder в Уикипедия на английски. Оригиналният текст, както и този превод, са защитени от Лиценза „Криейтив Комънс – Признание – Споделяне на споделеното“, а за съдържание, създадено преди юни 2009 година – от Лиценза за свободна документация на ГНУ. Прегледайте историята на редакциите на оригиналната страница, както и на преводната страница, за да видите списъка на съавторите. ВАЖНО: Този шаблон се отнася единствено до авторските права върху съдържанието на статията. Добавянето му не отменя изискването да се посочват конкретни източници на твърденията, които да бъдат благонадеждни. |